# Danielottea
Danielottea is een geslacht van rechtvleugeligen uit de familie krekels (Gryllidae). De wetenschappelijke naam van dit geslacht is voor het eerst geldig gepubliceerd in 2009 door Koçak & Kemal.

## Soorten
Het geslacht Danielottea  is monotypisch en omvat slechts de volgende soort:
- Danielottea lupanga (Otte, 1987)